# Wilberforce (Ohio)
Wilberforce – jednostka osadnicza w Stanach Zjednoczonych, w stanie Ohio, w hrabstwie Greene.